# Copitz
Copitz - prawobrzeżna dzielnica Pirny (od 1923), wcześniej miasto. Znajduje się tu dawny neorenesansowy ratusz z 1906. 10 353 mieszkańców. Pierwszy raz wzmiankowana w 1417.